# Granat RG-42
RG-42 – granat ręczny odłamkowy (zaczepny) konstrukcji radzieckiej z okresu II wojny światowej.
Był on w uzbrojeniu Armii Czerwonej w czasie wojny i w okresie powojennym. Po wojnie znalazł szerokie zastosowanie w armiach Układu Warszawskiego, a także krajach „trzeciego świata”. Od 1948 roku był produkowany także w Polsce.
Obecnie nie jest już produkowany i jest wycofywany z uzbrojenia.
Granat składa się z korpusu w kształcie cylindra, ładunku kruszącego i zapalnika czasowego UZRGM (Uniwersalny Zapalnik Ręcznych Granatów – Modernizowany). W korpusie granatu umieszczono 3 warstwową naciętą taśmę odłamkową. Zapalnik jest uzbrajany w chwili rzutu i powoduje wybuch po 3,2-4 sek.
Podczas wyciągania zawleczki iglica nie zostaje zwolniona, gdyż położenie dźwigni spustowej nie ulega zmianie i widełki dźwigni spustowej nadal mieszczą się w rowku pierścieniowym na iglicy, utrzymując ją w górnym położeniu (dźwignię w położeniu wyjściowym przytrzymują palce ręki wykonującej rzut).
W momencie rzutu dźwignia spustowa zostaje zwolniona od nacisku palców, i tym samym zwalniana jest iglica.
Iglica pod wpływem działania sprężyny uderza grotem w spłonkę zapalającą i powoduje jej działanie. Płomień spłonki zapala opóźniacz i po 3,2 – 4 sek. dochodzi do spłonki pobudzającej. Działanie spłonki pobudzającej wywołuje wybuch ładunku kruszącego, co powoduje rozerwanie się granatu na drobne odłamki rozlatujące się na wszystkie strony.

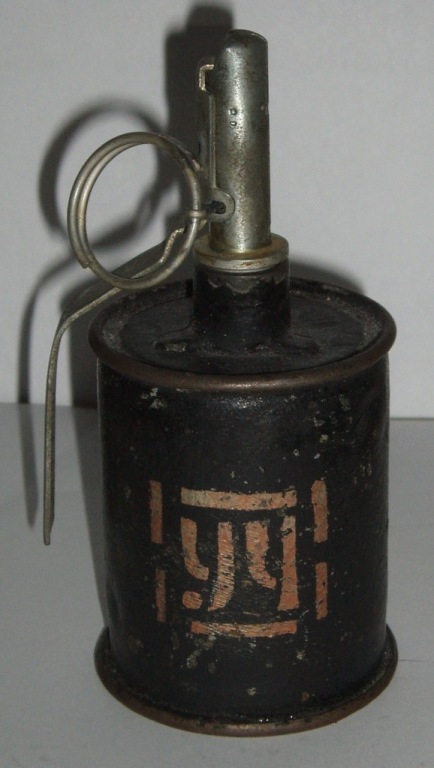
Szkolny granat RG 42